# Anthem (livro)

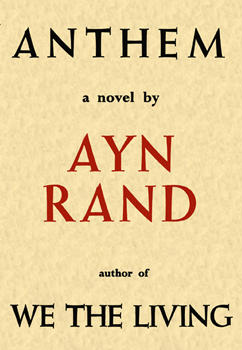
Capa da primeira edição do livro

Anthem (Cântico, em português) é uma distopia escrita pela escritora e filósofa Ayn Rand.
Ayn Rand atingiu a maioridade durante a ascensão do coletivismo em todo o mundo - não apenas na Rússia Soviética, da qual ela escapou em 1926, mas também na Itália fascista, na Alemanha nazista e em um grau alarmante em sua pátria adotiva, a América. Rand identificou o coletivismo - a ideia de que os indivíduos devem ser subjugados ao grupo e sacrificados pelo bem comum - não apenas como um mal moral, mas como a causa essencial dos males políticos que então engolfam o mundo civilizado. A partir disso, ela iniciou sua carreira como escritora para denunciar os males da doutrina coletivista, sendo Anthem um de seus primeiros livros publicados.
Rejeitado pelos editores americanos, o romance Anthem foi publicado pela primeira vez na Inglaterra, no ano de 1938. A edição americana, levemente revisada por Rand, foi publicada apenas em 1946. A obra se passa num futuro onde o coletivismo prevaleceu de tal maneira que não existe mais a palavra “eu”. Não existem bens pessoais nem amor romântico, e todas as preferências pessoais são tidas como pecaminosas e altamente condenáveis. Nessa sociedade distorcida pela imposição do coletivo sobre o indivíduo, Ayn Rand narra a luta do jovem chamado de Equality 7-2521 em sua busca por conhecimento, sua tentativa de encontrar o próprio futuro, ao mesmo tempo em que conhece a obstinada Liberty 5-3000. Juntos, desafiam as leis de sua sociedade, arriscando as próprias vidas. No Brasil, a obra ganhou uma tradução no ano de 2015 pela Vide Editorial, com o nome de Cântico.

## História
O enredo de Anthem foi concebido por Rand quando ela ainda era uma adolescente que vivia na Rússia Soviética (muito embora deixe claro que a obra não pretende ser anti-soviética), por volta dos anos 1920. Ao chegar na América em 1926, demorou até 1937 para efetivamente escrever a obra por completo, época em que também já estava escrevendo A Nascente. Nesse período não houve qualquer interesse na publicação de Anthem nos EUA (os anos 20 são conhecidos como a “década vermelha” devido a preponderância da intelectualidade comunista), que acabou sendo publicado inicialmente na Inglaterra em 1938 e veio a ser editada em solo americano apenas em 1946, na forma de panfleto, por uma pequena editora conservadora.

## Enredo
“Somos um por todos e todos por um
  Não há homens exceto o grandioso NÓS,
  Uno, indivisível e eterno”— Uma citação retirada de Anthem (Cântico), escrito por Ayn Rand
O tema central do escrito é o conflito do indivíduo contra o coletivo, elemento onipresente na obra randiana e fundante da moralidade e filosofia política objetivista. O herói da história, que inicialmente atende pelo nome genérico de Igualdade 7-2521, pretendia ser um cientista, profissão que daria vazão a sua vasta curiosidade, mas o Conselho de Profissões decidiu que ele serviria mais e melhor à sociedade sendo um varredor de rua. No estado em que Igualdade 7-2521 vive, existem diversos conselhos que regulam até as mínimas atividades sociais; e cabe aos sábios homens do conselho dirigir centralmente a sociedade para que cada indivíduo se encaixe no lugar em que servirá melhor ao todo. Conforme Ayn Rand revela em seu prefácio, muitos a acusaram de pintar um quadro injusto do que seria o coletivismo (dito na linguagem recheada de platitudes de sua época e da nossa: ser coletivista não é simplesmente pensar no “bem maior”?), mas o contexto observado por Rand e por nós não é exatamente assim? O voto é obrigatório, o alistamento militar é compulsório e o único critério ético aceitável é o utilitarismo, isto é, só são boas a ações que vão gerar felicidade coletiva, justamente a ética servil do sacrifício que Rand criticou ao longo de sua vida e obra. A descrição não só é precisa como a mensagem é tão urgente quanto o era à época. O conflito do herói para agir, pensar e amar livremente, convivendo com a ordem governamental totalitária que o oprime, é o núcleo da obra.
Embora Cântico remeta aos regimes políticos citados, nele o coletivismo é levado às últimas conseqüências, o ambiente descrito é aquele que Hitler desejava instalar, onde não apenas bancos e indústrias seriam nacionalizados, estariam de joelhos perante o Estado, mas onde banqueiros e industriais estariam completamente estatizados. Vemos diversos elementos disso no romance, entre eles: as alcunhas genéricas que cada habitante carrega: Igualdade, Fraternidade, Internacional etc, bem como os números de identificação (como os dos judeus nos campos de concentração) que servem apenas para caracterizar as pessoas como meras engrenagens sociais, nomes próprios e específicos demonstrariam um resquício de consciência individual que não pode ser permitido e não deve sequer ser concebido pelos que habitam essa ditadura global. Quaisquer referências à primeira pessoa como “eu” ou “meu” estão abolidas, são desconhecidas e quando surgem na mente ou boca de alguém representam o maior pecado que se pode cometer. Conforme diz o lema inscrito no Palácio do Conselho Mundial, tudo que existe é o “grandioso NÓS”. Qualquer indicativo de pensamento próprio e independente configura o crime capital do estado habitado por Igualdade 7-2521. O processo de dissolução das consciências individuais atingiu seu máximo, e quando a individualidade se extingüe por completo, o coletivismo atinge o seu propósito último.
Toda ordem política totalitária quer perverter a linguagem a fim de pavimentar a manutenção no poder. Cântico segue essa trilha, mas de uma maneira distinta daquela do clássico 1984 de George Orwell; enquanto neste último a linguagem encontra-se em processo de politização, sendo que a cada ano um novo dicionário com cada vez menos palavras é lançado, na obra de Rand os aspectos essenciais da linguagem já foram completamente pervertidos. Controle da linguagem implica em controle do pensamento, aqueles que pensam com as palavras autorizadas pelo governo, pensam o que e como o governo deseja. Em Cântico o processo já está finalizado e a expressão maior disso se dá no fato da palavra “eu” estar abolida; visto que todas as noções de individualidade foram completamente suprimidas e as personagens desconhecerem pronomes pessoais singulares, a ponto de se tratarem apenas na primeira e terceira pessoa do plural. Apenas pensamento e discurso formalizados de maneira coletiva são permitidos, e isto mostra que a coletivização da sociedade em Cântico é de tal ordem que atingiu camadas mais profundas que meramente a política. A abolição não apenas da individualidade enquanto conceito, mas enquanto expressão verbal, demonstra que, na sociedade descrita em Cântico, o coletivismo atingiu o espírito dos indivíduos. O propósito da sociedade habitada por Igualdade 7-2521 é incrustar no espírito das pessoas que elas são apenas uma abelha na colméia, gente cujos objetivos devem se limitar única e exclusivamente a estar a serviço do todo. O “pecado” que representa a expressão da palavra “eu” é a representação maior da ética do altruísmo tão vastamente criticada por Rand: “o princípio básico do altruísmo [termo cunhado pelo filósofo positivista Auguste Comte] é que o homem não tem o direito de existir para seu próprio benefício, que a única justificativa para a existência do homem é servir aos outros e que o auto-sacrifício é seu dever, virtude e valor moral mais elevado”. O Estado não reconhecer qualquer individualidade leva à inevitável conseqüência de que nenhum ser humano é especial, único ou brilhante. A amizade e o amor romântico são proibidos, amar ou ser amigo de alguém é um crime de preferência, visto que é pinçar da massa disforme um indivíduo e atribuir sentimentos especiais a ele, é considerá-lo melhor, mais importante e diferente de todos os demais irmãos. Quaisquer noções atreladas a alguma forma de individualidade foram obliteradas.